# Pietro II Orseolo
Piotr II Orseolo (wł. Pietro II Orseolo) – doża Wenecji (991-1009). Wymieniany jest jako organizator wyprawy przeciwko dalmatyńskim Naretanom. W polityce zewnętrznej współdziałał od roku 992 z Bizancjum Bazylego II przeciwko Bułgarom cara Samuela oraz Arabom z Sycylii.
W roku 1004 ożenił swego syna Giovanniego z księżniczką bizantyjską Marią Argyropouliną, krewną Romana Argyrosa, późniejszego władcy Bizancjum w latach 1028-1034. Przybyciu Marii przypisuje się pierwsze znane użycie widelców w średniowiecznej Europie poza Bizancjum.